# J.Lo (album)
J.Lo is het tweede studioalbum van de Amerikaanse zangeres Jennifer Lopez, uitgebracht op 23 januari 2001 door Epic Records. Het album debuteerde in de Verenigde Staten op de eerste plaats in de Billboard 200 en verkocht 272.000 exemplaren gedurende de eerste week. 
De single "Love Don't Cost a Thing" bereikte de derde positie in de Billboard Hot 100. Om het succes te vergroten, rekruteerden platenmanagers bij Epic Ja Rule van Murder Inc. Records om een remix te maken van het nummer "I'm Real". De remix met Ja Rule werd een grote hit en behaalde de nummer 1-positie in de Billboard Hot 100. Er zijn wereldwijd meer dan 8 miljoen exemplaren van het album verkocht.

## Tracklist
| Nr. | Titel                                             | Producent(en)                                                    | Duur |
| --- | ------------------------------------------------- | ---------------------------------------------------------------- | ---- |
| 1.  | Love Don't Cost a Thing                           | Ric Wake, Richie Jones, Cory Rooney                              | 3:41 |
| 2.  | I'm Real                                          | Troy Oliver, Cory Rooney, L.E.S.                                 | 4:58 |
| 3.  | Play                                              | Bag & Arnthor                                                    | 3:31 |
| 4.  | Walking on Sunshine                               | Sean Combs, Mario Winans, Cory Rooney                            | 3:46 |
| 5.  | Ain't It Funny                                    | Cory Rooney, Dan Shea                                            | 4:05 |
| 6.  | Cariño                                            | Jose Sanchez, Frank Rodriguez, Guillermo Edghill Jr, Cory Rooney | 4:15 |
| 7.  | Come Over                                         | Kip Collins, Sean Combs, Mario Winans                            | 4:52 |
| 8.  | We Gotta Talk                                     | Cory Rooney, Troy Oliver, Joe Kelley                             | 4:06 |
| 9.  | That's Not Me                                     | Mario Winans, Sean Combs                                         | 4:31 |
| 10. | Dance with Me                                     | Mario Winans, Sean Combs                                         | 3:52 |
| 11. | Secretly                                          | Troy Oliver, Cory Rooney                                         | 4:25 |
| 12. | I'm Gonna Be Alright                              | Cory Rooney, Troy Oliver                                         | 3:43 |
| 13. | That's the Way                                    | Darkchild, LaShawn Daniels                                       | 3:53 |
| 14. | Dame (Touch Me) (duet met Chayanne)               | Darkchild, Manny Benito                                          | 4:23 |
| 15. | Si Ya Se Acabó                                    | Manny Benito, Jimmy Greco, Ray Contreras                         | 3:36 |
| 16. | Pleasure Is Mine (bonustrack)                     | Shelly Peiken, Guy Roche                                         | 4:17 |
| 17. | I'm Waiting (bonustrack)                          | Mario Winans, Sean Combs                                         | 3:11 |
| 18. | I'm Real (Murder Remix) (met Ja Rule (bonustrack) | Irv Gotti, 7                                                     | 4:22 |